# سلین دویل
سلین دویل (انگلیسی: Céline Deville؛ زادهٔ ۲۴ ژانویهٔ ۱۹۸۲) بازیکن فوتبال اهل فرانسه است.
از باشگاه‌هایی که در آن بازی کرده‌است می‌توان به باشگاه فوتبال المپیک لیون، باشگاه فوتبال زنان المپیک لیون، باشگاه فوتبال زنان پاری سن ژرمن، و باشگاه فوتبال زنان مون‌پلیه اشاره کرد.
وی همچنین در تیم‌های ملی فوتبال زنان فرانسه، و زنان فرانسه، بازی کرده‌است.